# Medaglia al valore aeronautico
La medaglia al valore aeronautico fu istituita in Italia nel 1927, nelle classi oro, argento e bronzo, allo scopo di dare un segno tangibile di riconoscenza a coloro che avessero compiuto atti di coraggio e di filantropia a bordo di aeromobili in volo.
Nel 1939 la normativa fu modificata precisando, fra le altre cose, che la concessione della medaglia era riservata ai militari; la normativa restò in vigore anche dopo la caduta della monarchia e la nascita della Repubblica, fu modificata nel 1969 e infine riordinata, con modifiche minori, col Codice dell'ordinamento militare in vigore dal 2010 che, fra le altre cose, ne ha esteso la concessione ai civili. 

## Regno d'Italia
La medaglia al valore aeronautico fu istituita dal Regno d'Italia nel 1927 per ricompensare atti e imprese di singolare coraggio, perizia e filantropia compiuti a bordo di aeromobili in volo.
La medaglia poteva essere concessa in oro, argento o bronzo.

### Criteri di eleggibilità
Le medaglie d'oro e d'argento erano destinate a ricompensare coloro che, in circostanze particolarmente difficili, avevano compiuto atti di coraggio e dimostrata singolare perizia esponendo la loro vita, durante il volo, a eccezionale pericolo.
Per la medaglia d'oro era richiesto il concorso di circostanze tali da rendere l'atto compiuto meritorio e commendevole in sommo grado e la condizione essenziale che ne fosse derivato grande onore all'Aeronautica italiana.
La medaglia di bronzo era destinata a ricompensare atti di coraggio e perizia compiuti senza grave e manifesto pericolo di vita.
La medaglia al valore aeronautico poteva essere concessa alla memoria di colui che avesse perduto la vita nel compiere un'azione ardita e generosa a bordo di un aeromobile in volo.

#### Riforma del 1939
Nel 1939 allo scopo di consentirne la concessione ai reparti, agli enti e ai comandi che avessero partecipato a imprese aviatorie particolarmente difficili, la normativa fu modificata e le medaglie d'oro e d'argento furono concesse:
- ai militari che, in circostanze particolarmente difficili, hanno compiuto atti di coraggio e dimostrata singolare perizia esponendo la loro vita, durante il volo, a eccezionale pericolo;
- ai reparti non inferiori alle squadriglie, ai comandi e agli enti che partecipando collettivamente a imprese aviatorie particolarmente difficili, abbiano contribuito ad aumentare il prestigio dell'Aeronautica italiana.

Per la concessione della medaglia d'oro si richiedeva il concorso di circostanze tali da rendere le imprese e gli atti compiuti meritevoli e commendevoli in sommo grado e la condizione essenziale che ne fosse derivato grande onore all'Aeronautica italiana.
La medaglia di bronzo al valore aeronautico era concessa ai militari per atti di singolare coraggio e perizia, o ai reparti, comandi e agli enti per imprese particolarmente commendevoli.

### Concessione
La medaglia veniva conferita dal re su proposta del Ministro Segretario di Stato per l'Aeronautica che, all'atto del conferimento rilasciava un certificato indicante il nome del premiato, il fatto che aveva dato motivo al premio, la data e il luogo ove era avvenuto il fatto stesso.
La Commissione istituita con R. decreto 2 luglio 1925, per l'esame delle proposte delle medaglie al valor militare del personale appartenente alla Regia aeronautica, era incaricata di esaminare le proposte di conferimento e di esprimere in merito il suo parere.
La consegna ai titolari avveniva in forma solenne, dai comandanti di zona aerea territoriale o da altre autorità delegate dal Ministro per l'aeronautica, nella ricorrenza di feste nazionali.

### Insegne
Le medaglie d'oro, d'argento o di bronzo, hanno un diametro di 33 mm e recano: 
sul rectola Croce di Savoia sormontata da un'aquila coronata ad ali distese con intorno il motto «Al valore aeronautico»;
sul versodue fasci littori tra i quali è inciso il nome del premiato, con l'indicazione del luogo e della data del fatto.
La medaglia è portata appesa sulla sinistra del petto, e il nastro di colore azzurro ha due piccoli filetti in rosso ai lati, l'uno di millimetri tre e l'altro di un millimetro.
Le disposizioni regolamentari consentivano l'uso dei nastrini, da portarsi sul petto in luogo della medaglia. 
Sul nastrino della medaglia d'oro, d'argento e di bronzo, andava applicata un'elica aerea della lunghezza di 15 millimetri, rispettivamente d'oro, d'argento e di bronzo.
Nel 1932 le eliche vennero eliminate e sostituite, sui nastrini della medaglia d'oro e d'argento, da una stelletta a cinque punte rispettivamente d'oro o di argento delle dimensioni uguali a quelle per le medaglie al valor militare, nulla andava apposto sul nastrino della medaglia di bronzo.
| Nastrini                              |         |        |
| oro                                   | argento | bronzo |
| dal 27 novembre 1927 al 24 marzo 1932 |         |        |
| oro                                   | argento | bronzo |
| dal 24 marzo 1932 al 15 marzo 2010.   |         |        |

Le insegne di decorazione concesse ai reparti, comandi ed enti andavano appese alla bandiera o al labaro, quando i reparti, comandi o enti decorati ne siano dotati.

## Repubblica italiana
La normativa di cui sopra restò in vigore anche dopo la caduta della monarchia e la nascita della Repubblica italiana, fu modificata con il D.P.R. n. 397 del 1969 e infine riordinata, con modifiche minori, col Codice dell'ordinamento militare in vigore dal 2010.

### Criteri di eleggibilità
Il Codice prevede che le medaglie d'oro e d'argento al valore aeronautico siano concesse:
- ai militari e ai civili che in circostanze particolarmente difficili, hanno compiuto atti di coraggio e dimostrata singolare perizia esponendo la loro vita durante il volo a eccezionale pericolo;
- ai reparti non inferiori alle squadriglie, ai comandi e agli enti che partecipando collettivamente a imprese aviatorie particolarmente difficili, hanno contribuito ad aumentare il prestigio dell'Aeronautica militare italiana.

Per la concessione della medaglia d'oro si richiede il concorso di circostanze tali da rendere le imprese e gli atti compiuti meritevoli e commendevoli in sommo grado e la condizione essenziale che ne è derivato grande onore all'Aeronautica militare.
La medaglia di bronzo al valore aeronautico è concessa ai militari e ai civili per atti di singolare coraggio e perizia, o ai predetti reparti, comandi ed enti per imprese particolarmente commendevoli.

### Concessione
Le ricompense al valore di Forza armata sono conferite con decreto del Presidente della Repubblica, su proposta del Ministro della difesa.
Il Codice prevede che il parere sulla concessione delle ricompense al valore o al merito di Forza armata sia espresso dalle commissioni previste dall'articolo 86 del Regolamento.
Se la Commissione non riscontra nell'azione compiuta gli estremi necessari per la concessione, se comunque si tratta di atti di coraggio, può proporre l'invio dei documenti relativi al Ministero dell'interno per l'eventuale concessione di ricompense al valore o al merito civile.
Le ricompense al valore di Forza armata possono essere concesse alla memoria di colui che è rimasto vittima della propria azione generosa o che è deceduto in conseguenza di essa.

### Insegne

#### Coniazione privata
La prima versione "repubblicana" della medaglia fu definita ufficialmente solo nel 1953, nel frattempo, tra il 1946 e il 1953, furono coniati privatamente dei modelli simili a quello di epoca monarchica, che recano:
sul rectolo scudo sabaudo tra gli artigli dell'aquila, come il tipo regio, ma con una corona turrita al posto di quella reale;
sul versonel giro un serto di alloro con, al centro, lo spazio vuoto ove incidere il nome del premiato, data e luogo del fatto.

#### Modello ufficiale dal 2010
La versione attuale della medaglia, come stabilito dall'art. 827 del Regolamento: ha sempre un diametro di 33 mm e reca:
sul rectol'effigie di un cavallo alato con intorno il motto «al valore Aeronautico».
sul versoin mezzo a due rami di quercia, il nome del premiato con l'indicazione del luogo e della data del fatto.
Nulla è cambiato in merito al nastro e alle insegne per reparti, comandi ed enti.
In luogo delle medaglie è possibile portare un nastrino con applicata una stelletta a cinque punte rispettivamente d'oro o d'argento o di bronzo; per le medaglie d'oro la stelletta a cinque punte è inquadrata in un piccolo fregio di fronde di alloro dello stesso metallo.
| Nastrini |         |        |
| oro      | argento | bronzo |